# Медаль «Гайрат»
Медаль «Гайрат» («Gaýrat») — государственная награда Туркменистана.  «Gaýrat» в переводе с туркменского означает «усердие».

## Положение о медали «Гайрат»[2]
1) Медаль Туркменистана «Gayrat» является государственной наградой Туркменистана.
2) Медаль Туркменистана «Gayrat» учреждена в целях награждения за особые заслуги в развитии народного хозяйства, науки, культуры.
3) Медалью Туркменистана «Gayrat» награждаются рабочие, дайхане, специалисты народного хозяйства, работники науки, культуры, образования, здравоохранения и другие граждане Туркменистана.
4) Награждение медалью Туркменистана «Gayrat» производится:
а) особо плодотворную государственную и общественную деятельность;
б) за большие достижения в развитии промышленности, сельского хозяйства, строительства, транспорта и других отраслей народного хозяйства, за высокие показатели роста производительности труда, разработку и внедрение в производство более совершенных технологий;
в) за большие заслуги в развитии науки и техники, внедрении их достижений в народное хозяйство;
г) за особо плодотворную деятельность в области культуры, литературы и искусства.
5) Лицам, удостоенным награды, вручаются медаль Туркменистана «Gayrat» и удостоверение.
6) Гражданам, награждённым медалью Туркменистана «Gayrat», выплачивается единовременная премия в размере пятикратной минимальной оплаты труда и устанавливается ежемесячная надбавка к заработной плате, должностному окладу, пенсии, пособию или стипендии в размере 20 процентов минимальной оплаты труда.
Лица, награждённые медалью «Gayrat», пользуются льготами в порядке и случаях, установленными законодательством.

## Описание медали
Основа планки медали Туркменистана «Gayrat» состоит из шёлковой ткани зелёного цвета, по её краям расположены колонны красного цвета. Внутри каждой колонны проходят жёлтые вертикальные линии. Внешние края планки имеют покрытие жёлтого цвета.